# Новый Человек-паук: Высокое напряжение
«Но́вый Челове́к-пау́к: Высо́кое напряже́ние» (англ. The Amazing Spider-Man 2) — американский супергеройский фильм 2014 года по мотивам комиксов издательства Marvel Comics об одноимённом супергерое. Снят киностудией Columbia Pictures в сотрудничестве с Marvel Entertainment, Arad Productions, Inc., Matt Tolmach Productions и Ingenious Film Partners и выпущен в прокат кинодистрибьютором Sony Pictures Releasing. Режиссёром выступил Марк Уэбб, сценарий написали Алекс Куртцман, Роберто Орси и Джефф Пинкнер на основе фабулы, придуманной ими же и Джеймсом Вандербильтом. Является пятым по счёту кинофильмом о Человеке-пауке, сиквелом фильма «Новый Человек-паук» (2012) и заключительной частью дилогии «Новый Человек-паук». Главного героя — Питера Паркера / Человека-паука — сыграл Эндрю Гарфилд; помимо него в картине приняли участие Эмма Стоун, Джейми Фокс, Дэйн Дехаан, Кэмпбелл Скотт, Эмбет Дэвидц, Колм Фиори, Фелисити Джонс, Пол Джаматти и Салли Филд. По сюжету ленты Питер Паркер расследует обстоятельства смерти своих родителей и одновременно с этим пытается защитить свою девушку Гвен Стейси от суперзлодея Электро и своего вернувшегося друга детства Гарри Озборна, который страдает смертельной наследственной болезнью.
Разработка фильма «Новый Человек-паук: Высокое напряжение» началась на фоне успеха «Нового Человека-паука». В период с декабря 2012 по февраль 2013 года в актёрский состав вошли Дэйн Дехаан, Пол Джаматти, Фелисити Джонс и Крис Купер. Съёмки проходили в окрестностях Нью-Йорка с февраля по июнь 2013 года. Картина вышла в американский кинопрокат в форматах 2D, 3D и IMAX 3D 2 мая 2014 года; релиз в России состоялся восемью днями ранее — 24 апреля. «Новый Человек-паук 2» получил от критиков смешанные отзывы: эксперты одобрили совместную работу Эммы Стоун и Эндрю Гарфилда, экшн-сцены, визуальные эффекты и музыку Ханса Циммера, но раскритиковали сценарий и переизбыток сюжетных линий. Образ Электро в исполнении Джейми Фокса тоже был встречен неоднозначно. Рецензенты сошлись во мнении, что по качеству сиквел заметно уступает первому фильму. Впрочем, «Высокое напряжение» собрал $709 млн по всему миру и расположился на девятом месте среди самых кассовых кинопроектов 2014 года.
Первоначально Sony Pictures планировала дополнить франшизу «Новый Человек-паук» как минимум двумя сиквелами и несколькими спин-оффами, в том числе фильмами о Веноме и Зловещей шестёрке. Однако в феврале 2015 года Sony и Marvel Studios заключили соглашение о совместном пользовании правами на создание фильмов о Человеке-пауке и его интеграцию в медиафраншизу «Кинематографическая вселенная Marvel» (КВМ); в свете этого будущие проекты серии «Новый Человек-паук» были отменены. Новая версия Питера Паркера в исполнении Тома Холланда дебютировала в ленте Marvel Studios «Первый мститель: Противостояние» (2016), а уже 7 июля 2017 года и 2 июля 2019 года обзавелась сольными картинами — «Человек-паук: Возвращение домой» и «Человек-паук: Вдали от дома». Гарфилд и Фокс вернулись к своим ролям в фильме «Человек-паук: Нет пути домой» (2021), который, благодаря концепции мультивселенной, связал дилогию Уэбба с КВМ.

## Сюжет
Гениальный учёный Ричард Паркер записывает видеообращение, чтобы объяснить своё исчезновение. Позже он и его жена Мэри погибают, находясь на борту частного самолёта, от руки киллера, посланного для убийства Паркера. Из-за смерти пилота самолёт падает в океан. Паркер успевает отослать некие файлы на некий сервер, именуемый «Рузвельт».
В настоящее время сын Ричарда Питер продолжает бороться с преступностью в качестве Человека-паука. Герой ловит преступника Алексея Сицевича, после чего спасает сотрудника Oscorp Макса Диллона. Разговаривая по телефону с Гвен Стейси, Питер видит призрака её отца, капитана полиции Джорджа Стейси, как бы напоминающего ему о его обещании расстаться с Гвен из-за его опасной жизни. Тем же вечером Питер, решив всё же сдержать обещание, разрывает отношения с Гвен. Тем временем друг детства Питера Гарри Озборн возвращается в город после учёбы в интернате. Гарри встречается со своим смертельно больным отцом Норманом — генеральным директором Oscorp. Норман объясняет, что его болезнь является наследственной и Гарри уже в таком возрасте, когда болезнь начинает развиваться. На следующий день Норман умирает и Гарри назначается новым директором Oscorp.
Предполагая, что теперь он и Человек-паук друзья, Макс становится одержимым им. Во время починки проводов в лаборатории Oscorp его бьёт электрическим током и он падает в ёмкость с генетически модифицированными электрическими угрями. Они нападают на Диллона, вследствие чего он мутирует в живой электрогенератор. Между тем, Гвен сообщает Питеру о своём возможном переезде в Англию, чтобы продолжить учиться там. Но им не удаётся обсудить это, потому что Макс забредает на Таймс-сквер и случайно вызывает замыкание. Человек-паук пытается его успокоить, но Макс, видя, что все люди вокруг смотрят только на Человека-паука, не контролирует себя и выпускает множество мощных электрических разрядов в героя, а потом и в людей. Человек-паук вместе с пожарными обливает его водой и тем самым останавливает новоиспечённого злодея. Его отправляют в больницу для душевнобольных «Рэйвенкрофт», где его изучает доктор Кафка. Здесь же Макс объявляет себя Электро.
Гарри использует устройство, которое дал ему его отец незадолго до смерти, и видит на нём видеозапись, из которой извлекает, что укус генетически модифицированных пауков, или же кровь Человека-паука, способны избавить его от болезни. Получив отказ от супергероя, объяснившего это слишком большими рисками, Гарри вызволяет Макса из лечебницы и объединяется с ним против Дружелюбного соседа. Оба проникают в Oscorp — там Озборн-младший заставляет Менкена ввести ему яд, вследствие чего стремительно мутирует в подобное гоблину существо, но не успевает умереть, надев на себя доспехи. Питер находит скрытую лабораторию своего отца и смотрит его видеообращение; Ричард объясняет своё исчезновение тем, что он не хотел принимать участия в проектах Нормана Озборна по разработке биологического оружия и рассказывает «тайну» его исследований, связанную с внедрением ДНК человека паукам. Затем Питер получает голосовое сообщение от Гвен — она всё-таки получила возможность улететь и уже на пути к аэропорту. Ему удаётся найти её и признаться в любви; также герой соглашается отправиться с ней в Англию.
Когда Электро вызывает очередное отключение электроэнергии, Питер и Гвен убивают его, перегрузив электричеством. После этого Гарри, оснащённый бронёй и глайдером, узнаёт настоящую личность Человека-паука, и похищает Гвен, желая отомстить за то, что Питер отказался от переливания крови. Он борется с Человеком-пауком на вершине башни с часами. Во время потасовки Гвен падает с башни. Человек-паук побеждает Гарри и успевает зацепить Гвен паутиной у самого пола, но двигаясь по инерции, Гвен погибает от удара головой о бетон. После этой трагедии Питер перестаёт быть супергероем.
Пять месяцев спустя Гарри, выживший и оказавшийся в «Рэйвенкрофте», и его партнёр Густав Фирс обсуждают планы по созданию команды; первым добровольцем стал Сицевич — Фирс вызволяет его из тюрьмы и оснащает электромеханическими доспехами. Питер между тем прослушивает речь Гвен с вручения дипломов и вспоминает все моменты, проведённые с ней, после этого он снова решает надеть костюм Человека-паука. В это время Сицевич, называя себя Носорогом, бесчинствует на улицах Нью-Йорка, но Человек-паук вновь появляется, готовый сражаться за жителей своего города.

## В ролях
- Эндрю Гарфилд — Питер Паркер / Человек-паук:
Подросток-сирота с «паучьми» способностями[19]. На первых порах Питер использовал обретённые силы, чтобы отыскать убийцу своего дяди, но вскоре он стал бороться с преступностью под маской супергероя Человека-паука. Гарфилду понравилось исследовать тему отсутствия отца и матери у своего персонажа; актёр отметил, что подошёл к своей роли ответственно и очень дорожит ею[20].
  - Макс Чарльз — Питер Паркер в детстве.
- Эмма Стоун — Гвен Стейси:
Ученица средней школы и возлюбленная Питера[19]. В ответ на вопрос об отношениях Питера и Гвен в сиквеле Стоун сказала: «Она спасает его чаще, чем он её. Она невероятно полезна для Человека-паука… Он — мускулы, она — мозги»[21].
- Джейми Фокс — Макс Диллон / Электро:
Инженер-электрик, работающий в Oscorp Industries. Упав в чан с электрическими угрями, он превратился в могущественное электрическое существо под псевдонимом «Электро»[19]. Фокс описал своего персонажа словом «никто», человеком, первоначально боготворившим Человека-паука[22]. Ещё до премьеры фильма со слов Фокса стало известно, что продюсеры не захотели видеть злодея в классическом жёлто-зелёном костюме, отдав предпочтение современному и более приземлённому облику[23].
- Дэйн Дехаан — Гарри Озборн / Зелёный гоблин:
Друг детства Питера и сын Нормана Озборна[19]. Был отправлен отцом в школу-интернат примерно в то же время, когда исчезли родители Питера[24]. Введя себе сыворотку с паучьим ядом Гарри стал Зелёным гоблином — психопатическим существом, похожим на гоблина[25]. После мутации Озборн облачился в технологический костюм, поддерживающий его жизнеспособность, дополнив его летающим глайдером.
- Кэмпбелл Скотт — Ричард Паркер: отец Питера[19].
- Эмбет Дэвидц — Мэри Паркер: мать Питера[19].
- Колм Фиори — Дональд Менкен:
Вице-президент и глава совета директоров Oscorp. Часто конфликтовал с Гарри, считая, что в силу юношеского возраста он не способен должным образом управлять компанией[26][27].
- Пол Джаматти — Алексей Сицевич / Носорог:
Русский мафиози, вступивший в союз с Гарри. С его подачи он получил бронированный роботизированный костюм, внешне сходный с носорогом[28]. «Русские — всегда хорошие злодеи. У моего персонажа есть способность разрушать всё вокруг. У него довольно сильный акцент. И мне нравилось его делать. Мне показалось, будто это была возможность стать как можно более безбашенным. Это было очень весело», — говорит Джаматти о своей роли[29].
- Салли Филд — Мэй Паркер: тётя Питера[19]. Филд не понравилось отсутствие глубины в своей роли[30].

Фелисити Джонс сыграла Фелицию Харди, сотрудницу Oscorp. В фильме героиню Джонс называют исключительно по имени, однако в маркетинговом ролике, приуроченном к релизу фильма в цифровом HD-формате, мелькает её фамилия «Харди». Мартон Чокаш исполнил роль Эшли Кафки, главы лечебницы «Рэйвенкрофт», а Б. Дж. Новак — Алистера Смайта, начальника Диллона. Кари Коулмэн, Чарли Депью, Скайлер Джизондо и Джейкоб Родье повторили роли Хелен Стейси, Филиппа Стейси, Говарда Стейси и Саймона Стейси из первого фильма (последний в титрах не указан). Крис Купер изобразил Нормана Озборна, основателя Oscorp и отца Гарри, а Денис Лири — Джорджа Стейси, покойного отца Гвен, предстающего перед Питером в виде души (оба в титрах не указаны). Создатель Человека-паука Стэн Ли появляется в качестве гостя на церемонии вручения дипломов. Майкл Масси вновь воплотил образ «Человека в тени» из первого фильма, причём теперь известно его имя — Густав Фирс (Джентльмен). Шейлин Вудли сыграла в фильме Мэри Джейн Уотсон, однако сцены с ней были удалены. Эйди Брайант появляется в образе женщины, облачённой в Статую Свободы.

## Производство

### Разработка
Кинофраншиза «Человек-паук» — одно из главных достояний нашей студии. Мы в восторге от творческой команды, которую собрали, чтобы глубже погрузиться в мир, созданный Марком, Ави и Мэттом в фильмах «Новый Человек-паук» и «Новый Человек-паук 2». Мы уверены, что Марк, Алекс и Дрю располагают уникальным видением расширения вселенной «Человека-паука» во всех будущих фильмах.
Оригинальный текст (англ.)The “Spider-Man” film franchise is one of our studio's greatest assets. We are thrilled with the creative team we have assembled to delve more deeply into the world that Marc, Avi, and Matt have begun to explore in “The Amazing Spider-Man” and “The Amazing Spider-Man 2”. We believe that Marc, Alex, and Drew have uniquely exciting visions for how to expand the “Spider-Man” universe in each of these upcoming films.
Sony Pictures
В марте 2011 года кинокомпания Sony Pictures поручила Джеймсу Вандербильту подготовить сценарий к сиквелу фильма «Новый Человек-паук» (2012); в следующем году Роберто Орси, Алекс Куртцман и Джефф Пинкнер переписали созданный им черновик. Авторство сценария принадлежит Куртцману, Орси и Пинкнеру, а авторство фабулы — им же и Вандербильту. В 2012 году постановщик «Нового Человека-паука» Марк Уэбб косвенно анонсировал антагониста продолжения, наряду с этим сообщив, что вторая часть затронет тайну исчезновения родителей Питера Паркера. В конце сентября 2012 года Уэбб вернулся в режиссёрское кресло. Постановщик задумал создать «вселенную, способную не только удержать, но и предугадать дальнейшие истории». Наряду с возвращением Уэбба СМИ подтвердили, что Эндрю Гарфилд повторит роль Питера Паркера. Спустя некоторое время Эмма Стоун вернулась к роли Гвен Стейси; актриса подписала контракт на съёмки в трёх картинах серии «Новый Человек-паук». Увидев неоднозначные отзывы на костюм Человека-паука из первого фильма, творческая группа приняла решение переработать образ супергероя с опорой на первоисточник: художники по костюмам увеличили глазные линзы маски и окрасили их в сплошной белый цвет, а благодаря специальной ткани цвет костюма получил свойство изменяться в зависимости от освещения. Для более гармоничного сочетания с новым трико авторы ленты оснастили героя Гарфилда новыми веб-шутерами.
Джей Кей Симмонс, игравший Джей Джону Джеймсона в трилогии «Человек-паук» Сэма Рэйми, отмечал, что снова сыграет своего персонажа, если руководство Sony обратится к нему. В октябре 2012 года сеть наполнилась слухами о том, что новым злодеем станет Макс Диллон / Электро; информация впоследствии подтвердилась, а роль получил Джейми Фокс. Беседуя с MTV в декабре того же года, Фокс говорил, что, в отличие от комиксов, внешний вид его версии Электро будет более приземлённым. За основу облика его Диллона создатели картины взяли Ultimate-версию персонажа. 3 декабря 2012 года Марк Уэбб сообщил, что Дэйн Дехаан изобразит Гарри Озборна. В феврале 2013 года к актёрскому составу сиквела и планировавшегося после него «Нового Человека-паука 3» присоединился Пол Джаматти. Месяцем позже своё участие в фильме подтвердила Фелисити Джонс. 27 февраля 2013 года Крис Купер был утверждён на роль Нормана Озборна.
В октябре 2012 года Шейлин Вудли присоединилась к проекту с ролью Мэри Джейн Уотсон и уже к марту закончила съёмки в картине. По воспоминаниям Гарфилда, все сцены с ней «разворачивались у нас на заднем дворе. Было две или три сцены, где я разговаривал с ней через забор, ещё была одна, в которой мы вместе ехали на мотоцикле, но мы её так и не сняли». Тем не менее, в середине июня фрагменты с Вудли были вырезаны из фильма; Уэбб объяснил, что это было сделано с целью «упростить сюжет и сфокусироваться на отношениях Питера и Гвен».

### Съёмки
В рамках этого проекта мы реализовали высочайший уровень детализации цифрового окружения. Персонажи-люди получились очень качественными. Нам пришлось сделать очень реалистичную модель Эммы Стоун. Трюки, выполняемые Человеком-пауком и Гвен, в реальности были бы очень опасны.
Оригинальный текст (англ.)This project had the highest level of detail incorporated into digital environments that we'd ever done. The human characters were finished to a very high degree. We had to do a very realistic version of Emma Stone. Spider-Man and Gwen are involved in stunts that would have been very dangerous if real.
Джером Чен — супервайзер отдела визуальных эффектов Sony Imageworks

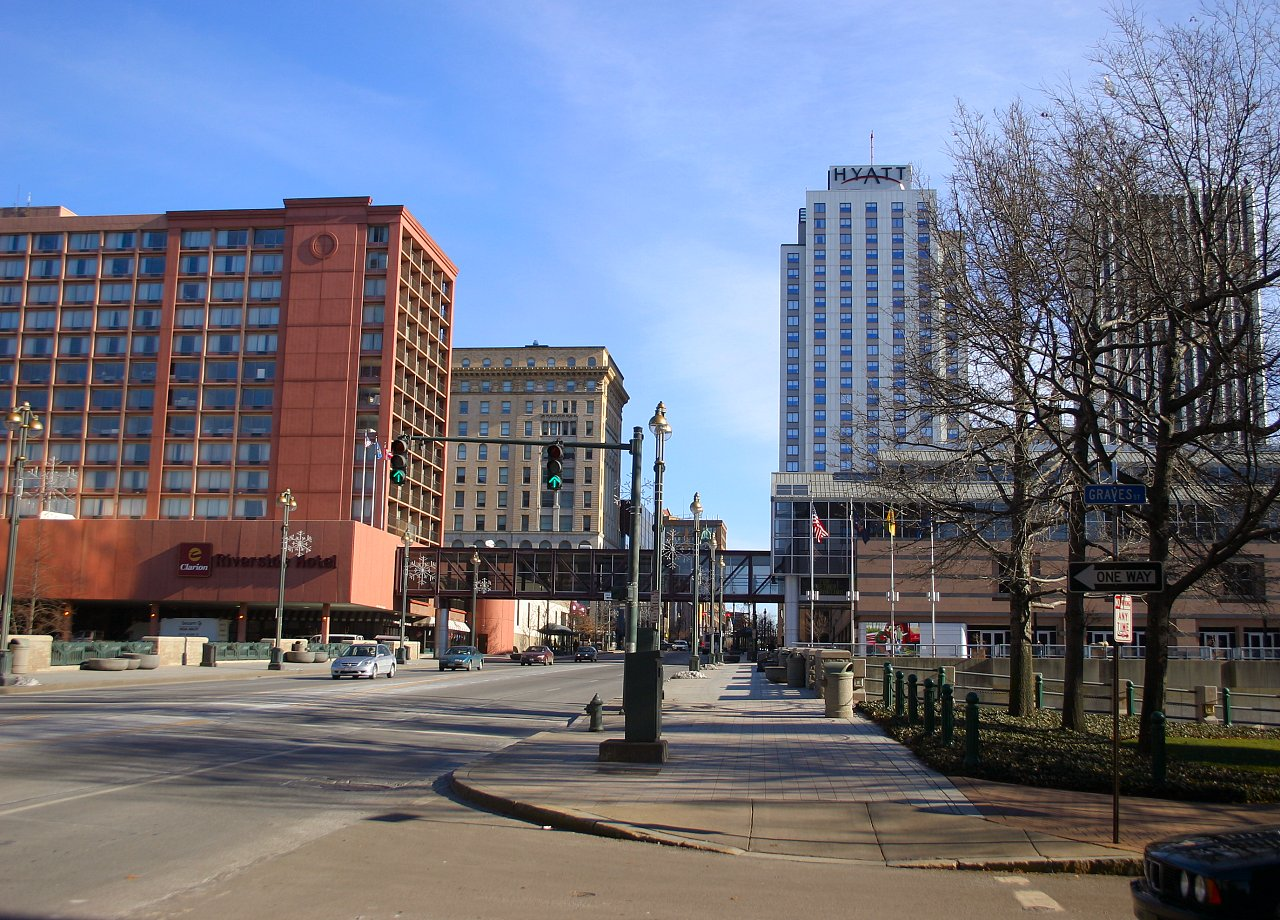
Город Рочестер

4 февраля 2013 года Марк Уэбб объявил в своём «Твиттер»-аккаунте о старте съёмочного процесса. Со слов режиссёра, фильм снимался на 35-миллиметровую плёнку в анаморфотном формате; первая часть создавалась с помощью цифровой съёмки. Исходя из данных представителей Sony, «Высокое напряжение» — первый фильм про Человека-паука, полностью отснятый в штате Нью-Йорк. Сцена автомобильной погони была создана в Рочестере, поскольку в северной части штата действуют менее строгие законы о скорости. Лента является крупнейшей из когда-либо снятых в штате Нью-Йорк. Решение создателей снимать «Нового Человека-паука 2» в Уильямсберге (Бруклин) в период празднования Песаха привело к нехватке парковочных мест и недовольству горожан. Съёмочная группа пошла на уступки населению и приостановила работу на время Песаха. Для 10-дневных съёмок в Рочестере продюсеры привлекли 200 человек, а также 250 местных членов съёмочной группы и 150 местных статистов. Для имитации атмосферы Нью-Йорка ключевые эпизоды картины производились преимущественно на главной улице Рочестера, а после обрабатывались цифровыми технологиями.
1 марта в нью-йоркском Чайнатауне проходили съёмки сцены в ресторане «Nom Wah». Как следствие, улица Дойерс на весь съёмочный день была перекрыта, а расположенные на ней заведения получили денежную компенсацию за причинённые неудобства.
25 июня Уэбб опубликовал в «Твиттере» сообщение об окончании съёмок. Звукозапись осуществлялась на студиях Grumman Studios и Gold Coast Studios, расположенных в Бетпейдже (Нью-Йорк), и в здании «Marcy Armory» в Бруклине.

### Визуальные эффекты

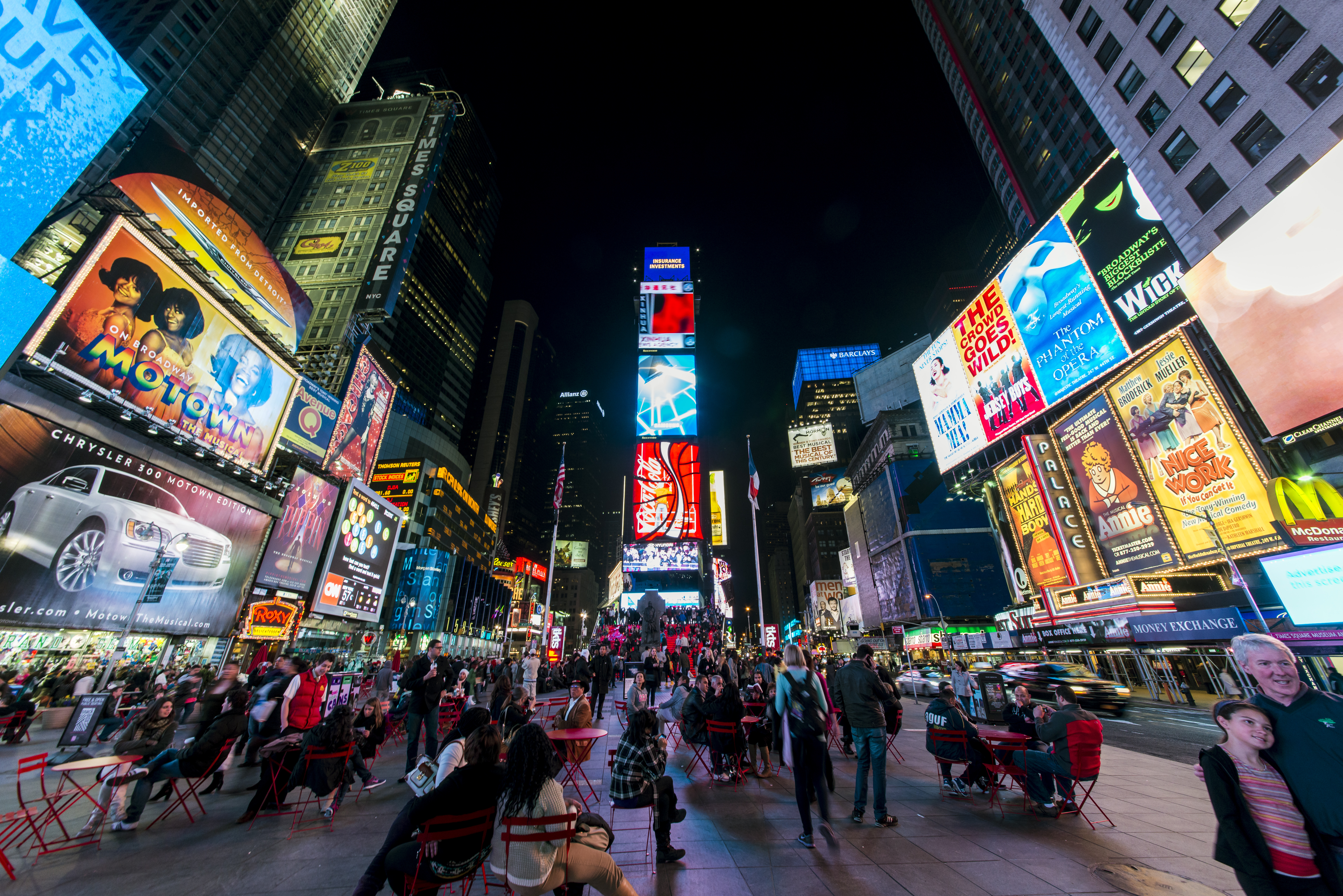
Площадь Таймс-сквер, Нью-Йорк

За создание компьютерных эффектов «Высокого напряжения» отвечала студия Sony Pictures Imageworks. Реализация цифровой составляющей киноленты, в том числе эпизода сражения Человека-паука и Электро на Таймс-сквер, заняла один год. Декорации площади, использовавшиеся во время съёмок в сочетании с зелёным экраном, были сооружены на Gold Coast Studios, а готовые видеоматериалы обрабатывались на компьютере. Команда фотографов и специалистов по визуальным эффектам изготовила более 36 000 фотоснимков Таймс-сквер, по которым локация воссоздавалась в цифровом виде. В процессе работы над фильмом команда аниматоров запечатлела более 100 рекламных щитов.
По просьбе съёмочной команды, желавшей снимать на 35-миллиметровую плёнку, «Новый Человек-паук 2» прошёл постконвертацию из 2D в 3D. Оператор картины Дэн Миндел работал с камерами Kodak Vision3 500T 5219 и 200T 5213, а члены второго съёмочного подразделения снимали дневные пейзажи на Kodak Vision3 50D 5203. Чтобы воплотить на экране энергию внутри кожи Электро, авторы ленты в ходе монтажа наложили на Джейми Фокса двадцать слоёв эффектов молний; как результат, в зависимости от настроения злодея в кадре меняется цвет его молний — к примеру, если Диллон злится, внутри него вспыхивает красный цвет. Все 1600 кадров из фильма с визуальными эффектами создавались в 2K-разрешении, а затем проходили преобразование в 4K посредством колоризации.

### Постпроизводство
Над сведением фильма в форматах Dolby Atmos и Auro 11.1 работали звукорежиссёры Пол Мэсси и Дэвид Джаммарко.
На лондонской кинопремьере «Высокого напряжения» в рамках сделки Уэбба с 20th Century Fox зрителям показали сцену после титров, содержащую тизер-фрагмент картины «Люди Икс: Дни минувшего будущего». Произошло это из-за того, что первоначально Уэбб должен был срежиссировать очередной фильм для Fox после «500 дней лета», но вместо этого взялся за «Нового Человека-паука 2». По итогу стороны пришли к компромиссу: Уэббу было разрешено занять режиссёрское кресло продолжения истории о Питере Паркере при условии, что Sony бесплатно раскрутит «Людей Икс». Посетители кинотеатров ошибочно сочли эпизод анонсом кроссовера Людей Икс и Человека-паука; ещё одной причиной такого вывода у посмотревших стала практика Marvel Studios и Disney раскрывать в сценах после титров планы на будущие фильмы.

## Музыка
Композитор «Нового Человека-паука» Джеймс Хорнер отказался работать над музыкой для сиквела, в результате чего Марк Уэбб нанял на его место Ханса Циммера. В октябре 2013 года к созданию саундтрека подключился Фаррелл Уильямс. В ходе работы над песнями образовалась супергруппа, в которую вошли: Уильямс, Джонни Марр, Майк Эйнзайгер и бывший участник Eurythmics Дэвид А. Стюарт. Позже выяснилось, что Стюарт не участвовал в проекте. В конечном итоге частью супергруппы, прозванной The Magnificent Six (отсылка на Зловещую шестёрку (англ. Sinister Six)), стали: Уильямс, Марр, Эйнзайгер, Junkie XL, Стив Маццаро и Эндрю Кавчински; все перечисленные ассистировали Циммеру. Саундтрек увидел свет 18 апреля 2014 года на лейблах Columbia Records и Madison Gate Records.
31 марта 2014 года Алиша Киз и Кендрик Ламар выпустили песню «It’s On Again». Несколькими днями ранее Киз, анонсировав композицию в «Твиттере», отметила, что в её реализации также участвовали Циммер, Уильямс, Ламар и она сама. Наряду с этим исполнительница уточнила, что песня войдёт в саундтрек «Нового Человека-паука 2». По мнению Уэбба, музыка получилась «зажигательной и захватывающей».

## Маркетинг

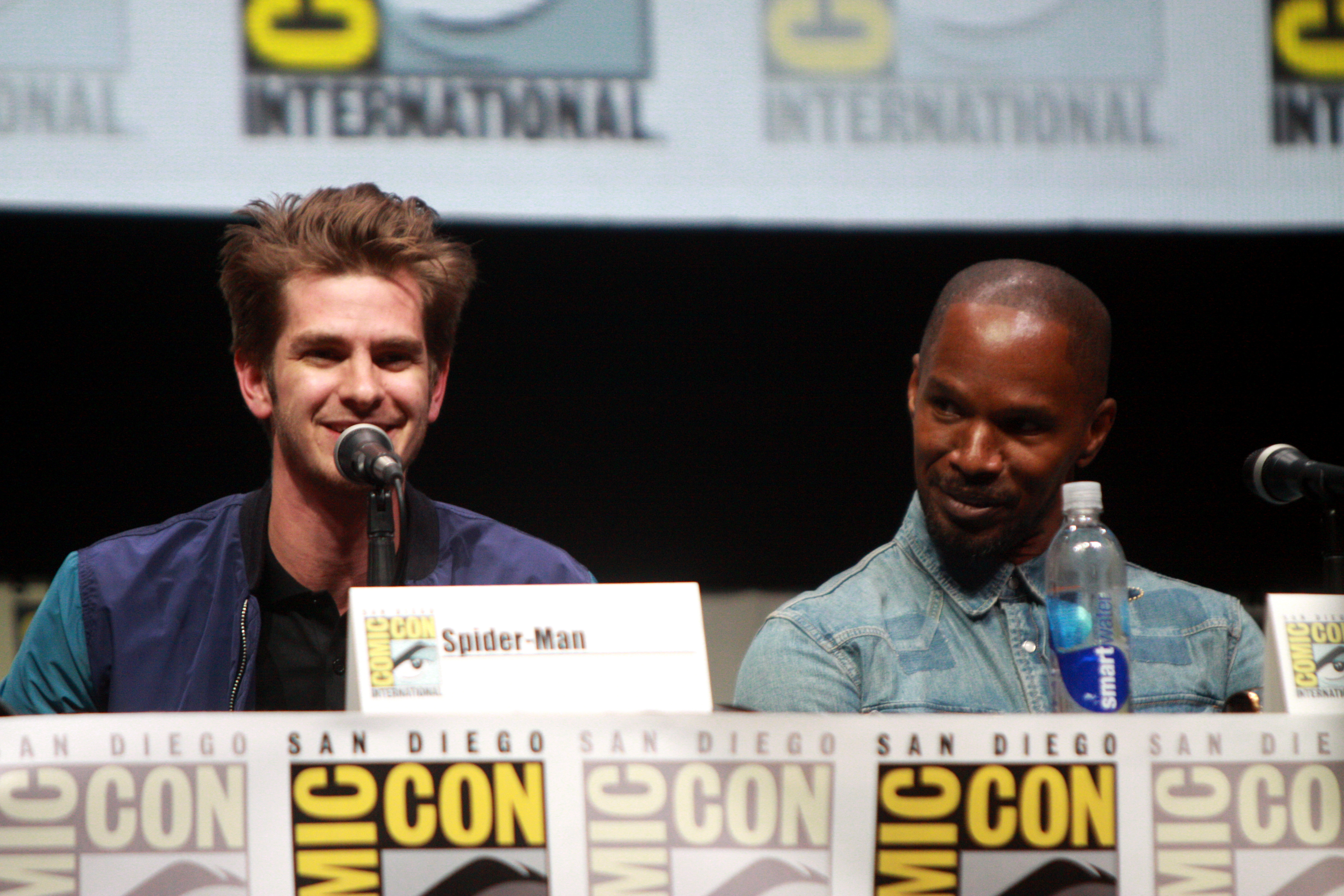
Эндрю Гарфилд и Джейми Фокс рекламируют фильм на San Diego Comic-Con в 2013 году

По данным Deadline, компания отдала на маркетинг порядка $180—190 млн.
17 июля 2013 года Sony поучаствовала на международной панели San Diego Comic-Con, где показала фрагмент ленты и первый кадр с Джейми Фоксом в образе Электро. В рамках мероприятия студия продемонстрировала четырёхминутный трейлер, который впоследствии просочился в интернет. В ходе «вирусной рекламы» картины на блогерском сервисе Tumblr появилась страница газеты Daily Bugle с упоминанием таких персонажей, как Кейт Кушинг, детектив Стэн Картер, «Большой босс», Иззи Бунсен, Джой Меркадо, Дональд Менкен, Стервятник, Гидромен, Спенсер Смайт, Нед Лидс, Энн Вейинг, Джей Джона Джеймсон, Шокер, Алистер Смайт, Доктор Осьминог, Эдди Брок, Громилы и Пума. Марк Уэбб разместил в «Твиттере» фотографию с посланием на гномьем языке, из которого следовало, что первый трейлер дебютирует перед 3D-показами фильма «Хоббит: Пустошь Смауга».
Sony Pictures показала новые кадры из «Высокого напряжения» во время новогодних праздников на площади Таймс-сквер в Нью-Йорке. Всемирный фонд дикой природы прорекламировал кинокомикс во время своей кампании «Час Земли» в Сингапуре; на данном мероприятии присутствовал и актёрский состав. 17 февраля 2014 года, на Американской международной ярмарке игрушек, Disney Consumer Products анонсировала линейку товаров, посвящённых персонажам фильма.
В апреле 2014 года издательство Gameloft совместно с Marvel выпустило одноимённую мобильную игру по мотивам фильма, а впоследствии портировало её на консоли. 1 апреля 2014 года в рамках кампании «Baby & Me» бренд Evian провёл рекламу под названием «The Amazing Baby & Me 2» с участием Человека-паука и его детской версии. Кинофрагменты «Высокого напряжения» мелькали на порталах Bravo, E!, USA, Syfy, Telemundo и mun2. В 2014 году Marvel добавила костюм Человека-паука из фильма в игру Marvel Avengers Alliance.
В марте 2024 года Sony решила вновь выпустить в прокат все фильмы о Человеке-пауке в честь 100-летия Columbia Pictures. Повторный показ «Нового Человека-паука 2» состоялся 13 мая 2024 года.

## Релиз

### В кинотеатрах
Первоначально Sony Pictures планировала выпустить фильм «Новый Человек-паук: Высокое напряжение» в кинопрокат Великобритании 18 апреля 2014 года, но в результате осуществила релиз на два дня раньше — 16 апреля. В российских кинотеатрах кинокомикс появился 24 апреля, а в американских — 2 мая.

### На цифровых платформах
Sony Pictures выпустила фильм «Новый Человек-паук: Высокое напряжение» в цифровом формате 5 августа 2014 года и 19 августа того же года на Blu-ray, Blu-ray 3D и DVD. Blu-ray- и DVD-версии содержат альтернативную концовку: на месте упокоения Гвен встречаются Питер и его выживший отец Ричард. Продюсеры Sony поручили креативному агентству Deckhouse Digital подготовить несколько анимированных GIF-файлов, приурочив их к выходу картины на Blu-ray и DVD.
1 марта 2016 года «Новый Человек-паук: Высокое напряжение» вышел в 4K UHD Blu-ray. 17 октября 2017 года лента стала частью сборника The Spider-Man Legacy Collection, состоящего из первых пяти игровых проектов про Человека-паука в формате 4K UHD Blu-ray.
В апреле 2021 года Sony заключила соглашение с Disney, в соответствии с которым на территории Соединённых Штатов фильмы первой, в том числе экранизации «Человека-паука» и кинокомиксы «Вселенной Человека-паука от Sony», будут транслироваться на потоковых сервисах Hulu и Disney+. Hulu начала показывать фильмы Sony с июня 2021 года. На Disney+, даже за пределами США, картины Sony дебютировали уже в июне 2022 года. На указанных платформах, помимо прочих проектов о Питере Паркере, вышел и «Новый Человек-паук 2».

## Восприятие

### Кассовые сборы
«Новый Человек-паук: Высокое напряжение» собрал $202,9 млн в Северной Америке и $506,1 млн в прочих странах; общемировой результат — $709 млн. Согласно расчётам Deadline Hollywood, чистая прибыль фильма при учёте всех расходов и доходов равна $70,38 млн, что делает его одним из 20 самых рентабельных проектов 2014 года.
По итогам премьерных выходных фильм возглавил американский прокат, заработав $91,6 млн; при тех же обстоятельствах картина 2012 года собрала почти на $30 млн меньше. «Новый Человек-паук: Высокое напряжение» завоевал второе место среди фильмов 2014 года по количеству сборов в первые выходные, не дотянув до «Первого мстителя: Другая война». Во вторые выходные сборы просели на 61 %, итог — $35,5 млн; в числе успешнейших кинорелизов картина отошла на второе место, уступив новичку «Соседи. На тропе войны». Аналогично на 61,5 % снизились сборы фильма «Человек-паук 3: Враг в отражении», вышедшего в 2007 году.
Вне США и Канады «Новый Человек-паук 2» стартовал в кинотеатрах 16 апреля 2014 года, заработав $2,73 млн в Великобритании, $190 000 в Бельгии, $1,44 млн в Австралии и $1,11 млн в Германии. Всего за несколько дней валовая прибыль фильма на территории Соединённого Королевства выросла до $15 млн, тем самым картина Марка Уэбба превысила рекорд «Лего. Фильма» по величине сборов в дебютный уик-энд в стране. В индийских кинотеатрах лента в премьерные выходные заработала ₹41 крор ($5,1 млн) и заняла лидирующее положение в прокате среди американских кинопроектов. В Китае фильм побывал на 11 002 экранах, что является крупнейшим показателем за всю историю кино. В гонконгском прокате «Высокое напряжение» выручил $1,23 млн — крупнейшее на этой территории достижение среди всех фильмов.

### Оценки и отзывы
На сайте-агрегаторе Rotten Tomatoes рейтинг фильма составляет 51 % на основании 316 отзывов, средняя оценка — 5,8/10. Сайт обобщает мнения критиков так: «При отличном актёрском составе и великолепных спецэффектах последняя часть саги о Спайди страдает от несфокусированного повествования и изобилия персонажей». На Metacritic фильм получил средневзвешенную оценку 53 из 100, сформированную на основании 50 рецензий критиков, что соответствует «смешанным или средним отзывам». Зрители, опрошенные CinemaScore, вручили кинокомиксу оценку «B+» по шкале от «A+» до «F»; для сравнения, первая картина дилогии получила «A-».
По мнению критика газеты Los Angeles Times, «фильм изобилует сюжетными линиями, событиями и злодеями, однако звёзды Эндрю Гарфилд и Эмма Стоун прилагают все усилия, чтобы наполнить фильм душевностью». Тим Робей из The Telegraph заключил: «Сиквел „Человека-паука“ Марка Уэбба перенасыщен высоковольтными злодеями, но искра между Эндрю Гарфилдом и Эммой Стоун спасает положение». Майк Макгранаган из The Aisle Seat дал картине оценку 2,5 из 4, прокомментировав: «Это „Бэтмен и Робин“ среди всех фильмов о Спайди». Джон Никкум из The Kansas City Star оценил кинокомикс в 1,5 балла из 4 и указал: «Чтобы найти режиссёра, ещё более разобщённого со своим супергеройским материалом, придётся припомнить фиаско с „Бэтменом“ Джоэля Шумахера». Саймон Рейнольдс, пишущий для Digital Spy, сформулировал своё мнение так: «В сиквеле переплетаются прошлое, настоящее и будущее Питера. При этом чувствуется, что над франшизой поработали „боссы“, поскольку здесь собраны все зловещие предвестия и нераскрытые арки персонажей. Слишком много поваров и всё такое…». Ким Ньюман из Empire оценил «Нового Человека-паука 2» в 3 из 5 звёзд, резюмировав: «Если отбросить пару чересчур громких гэгов — пусть даже и в духе „Марвела“ 60-х, — вторая часть оставляет приятное впечатление: захватывающие моменты, душевные терзания, переживания и великолепно поставленная концовка с эффектом рогатки». В своём обзоре на ленту Лесли Фелперин из The Hollywood Reporter сказал следующее: «Одноимённый герой в исполнении Эндрю Гарфилда здесь на высоте, особенно в момент, когда альтер эго Человека-паука Питер Паркер убеждается, что в контракте со множеством достоинств всегда есть мелкий шрифт. Сюжет запутан множеством злодейских нитей, но в целом эта часть эмоционально сильнее и приятнее предшественника».
Гай Лодж из Variety выразился так: «Избыточность по-прежнему остаётся проблемой, поэтому этот затянутый супергеройский сиквел спасается лишь за счёт звука, ярости и химии между звёздами». Ричард Роупер вручил фильму оценку «B+», констатируя: «Он затянут где-то на 20 минут и перегружен большим количеством персонажей и подсюжетов, но и хорошего в „Новом Человеке-пауке 2“ хватает, чтобы оптимистично отнестись к следующей главе франшизы». Негативный отзыв опубликовал Питер Трэверс в журнал Rolling Stone: критик оценил «Высокое напряжение» в две звезды из четырёх и посчитал, что у ленты «дела быстро идут наперекосяк. Неужели я единственный, кто терпеть не может слово „удивительный“ [в русскоязычной локализации „новый“] в названии фильма, который таковым не является? Просто спрашиваю». Рецензент IGN Дэниел Крупа выставил сиквелу оценку 6,9/10, объяснив: «В „Новом Человеке-пауке 2“ много чего получилось, но при этом в конструкции сюжета ощущается какая-то неуклюжесть; кажется, можно услышать, как крутятся шестерёнки. Но самое ужасное, что порой он становится откровенно пафосным: мелькают экраны, компьютерные закадровые голоса неустанно рассказывают, что к чему и кто что делает, — на случай, если люди на задних рядах не заметили, — и это противоречит эмоциональной динамике фильма». Уильям Харрисон из DVD Talk присвоил картине 3,5 звезды из 5 возможных и оценку «рекомендую».

### Награды и номинации
| Награда             | Дата церемонии  | Категория                                                   | Номинанты и получатели                   | Результат | Ист.            |
| ------------------- | --------------- | ----------------------------------------------------------- | ---------------------------------------- | --------- | --------------- |
| Teen Choice Awards  | 10 августа 2014 | «Лучший фильм в жанрах научная фантастика и фэнтези»        | «Новый Человек-паук: Высокое напряжение» | Номинация | [ 150 ]         |
| Teen Choice Awards  | 10 августа 2014 | «Лучшая мужская роль в фильме — научная фантастика/фэнтези» | Эндрю Гарфилд                            | Номинация | [ 150 ]         |
| Teen Choice Awards  | 10 августа 2014 | «Лучшая женская роль в фильме — научная фантастика/фэнтези» | Эмма Стоун                               | Номинация | [ 150 ]         |
| Teen Choice Awards  | 10 августа 2014 | «Лучший кинозлодей»                                         | Джейми Фокс                              | Номинация | [ 150 ]         |
| Teen Choice Awards  | 10 августа 2014 | «Лучший поцелуй»                                            | Эндрю Гарфилд и Эмма Стоун               | Номинация | [ 150 ]         |
| Kids’ Choice Awards | 28 марта 2015   | «Любимый фильм»                                             | «Новый Человек-паук: Высокое напряжение» | Номинация | [ 151 ] [ 152 ] |
| Kids’ Choice Awards | 28 марта 2015   | «Любимый мужчина-звезда боевиков»                           | Эндрю Гарфилд                            | Номинация | [ 151 ] [ 152 ] |
| Kids’ Choice Awards | 28 марта 2015   | «Любимая киноактриса»                                       | Эмма Стоун                               | Победа    | [ 151 ] [ 152 ] |
| Kids’ Choice Awards | 28 марта 2015   | «Любимый киноактёр»                                         | Джейми Фокс                              | Номинация | [ 151 ] [ 152 ] |
| Kids’ Choice Awards | 28 марта 2015   | «Любимый злодей»                                            | Джейми Фокс                              | Номинация | [ 151 ] [ 152 ] |
| «Сатурн»            | 25 июня 2015    | «Лучший фильм по мотивам комиксов»                          | «Новый Человек-паук: Высокое напряжение» | Номинация | [ 153 ]         |
| ASCAP               | 2015            | «Фильмы с самыми высокими кассовыми сборами»                | «Новый Человек-паук: Высокое напряжение» | Победа    | [ 154 ] [ 155 ] |
| ASCAP               | 2015            | «Лучшим композиторам кино и телевидения»                    | Ханс Циммер и The Magnificent Six        | Победа    | [ 154 ] [ 155 ] |

## Будущее

### Отменённые сиквелы и спин-оффы
По первоначальной идее Sony, «Новый Человек-паук: Высокое напряжение» должен был положить начало обширной киновселенной вокруг Человека-паука, дабы соперничать с Marvel Studios и её «Кинематографической вселенной Marvel». В 2013 году компания анонсировала триквел и квадриквел «Нового Человека-паука» с датами выхода 10 июня 2016 года и 4 мая 2018 года соответственно; Алекс Куртцман, Роберто Орси и Джефф Пинкнер вновь стали авторами сценария. В рамках франшизы намечались спин-оффы о Зловещей шестёрке и Веноме. Так, Дрю Годдард стал сценаристом и режиссёром кинокомикса «Зловещая шестёрка» и его сиквела, тогда как Курцман занял режиссёрское кресло ленты про Венома и Карнажа, авторами сценария которой были приглашены Орси и Эд Соломон. Sony дала «Зловещей шестёрке. Часть 1» дату выхода 11 ноября 2016 года, а уже в августе 2014 года поручила Лизе Джой написать сценарий к фильму с Фелицией Харди / Чёрной кошкой в центре истории, надеясь выпустить его в 2017 году. Также представители компании нацелились на экранизацию комиксов о Человеке-пауке 2099 с релизом в конце 2017 года. Впоследствии данный герой появился в сцене после титров мультфильма «Человек-паук: Через вселенные» 2018 года в исполнении Оскара Айзека и фигурировал в центре повествования «Человека-паука: Паутина вселенных» 2023 года. Персонаж вернётся в заключительной части трилогии, «Человек-паук: За пределами вселенных».
Между тем Гарфилд и Уэбб сказали, что поработают над третьей картиной, но вряд ли вернутся в четвёртой части серии. Спустя некоторое время Марк подтвердил, что не будет режиссировать квадриквел. С учётом разноречивых отзывов и низких кассовых сборов «Высокого напряжения» представители Sony засомневались в перспективе продолжать франшизу. В июле 2014 года Орси покинул разработку третьего фильма и взялся за «Стартрек: Бесконечность» (2016). «Новый Человек-паук 3», в основу которого должна была лечь история о возвращении Криса Купера к образу Нормана Озборна и жизни Питера после смерти Гвен Стейси, был отодвинут на 2018 год, а «Нового Человека-паука 4» Sony и вовсе отложила на неопределённый срок.
После взлома серверов Sony Pictures в 2014 году выяснилось, что продюсеры обсуждали с Эммой Стоун возвращение воскрешённой Гвен Стейси в сольном фильме, планировавшемся к релизу в 2017 году, и «Новом Человеке-пауке 4» в амплуа антагониста — Карнажа. Sony рассматривала возможность привлечь Сэма Рэйми к созданию новой кинотрилогии о его версии Человека-паука и реализации картины «Человек-паук против Нового Человека-паука». Ко всему прочему, представители компании обсудили с Marvel Studios идею добавления Человека-паука в ленту «Первый мститель: Противостояние». По имеющимся данным, Marvel не устроили некоторые пункты предложенного соглашения, включая сохранение за Sony прав на экранизации комиксов про супергероя, и переговоры якобы прекратились. В начале 2015 года студии достигли соглашения, в соответствии с которым Человек-паук ныне будет бытовать в «Кинематографической вселенной Marvel», тем самым поставив точку на франшизе «Новый Человек-паук». В 2016 году, беседуя с Эми Адамс в рамках YouTube-передачи журнала Variety «Актёры об актёрах», Гарфилд поделился, что после окончания работы над серией «Новый Человек-паук» остался «с разбитым сердцем».

### Кинематографическая вселенная Marvel
В фильме «Человек-паук: Нет пути домой» 2021 года, — являющемся совместной работой Marvel Studios и Sony Pictures, — экранизированы истории Marvel Comics, посвящённые мультивселенной. Так, в основную киновселенную временно перенеслись три Человека-паука и их враги из других реальностей. В картине фигурируют персонажи дилогии «Новый Человек-паук» и трилогии «Человек-паук» Сэма Рэйми, а Эндрю Гарфилд и Тоби Магуайр повторили роли своих версий Дружелюбного соседа. К образам антагонистов из фильмов Уэбба вернулись: Джейми Фокс в роли Макса Диллона (внешний вид которого в фильме максимально приближен к первоисточнику) и Рис Иванс, озвучивший Курта Коннорса; сам Иванс на съёмочной площадке не работал, а в эпизодах с человеческим обликом Коннорса создатели картины применили архивные кадры из первой части дилогии. Из фильмов Рэйми в фильме присутствуют: Уиллем Дефо в роли Нормана Озборна, Альфред Молина в образе Отто Октавиуса и Томас Хейден Чёрч в качестве Флинта Марко (как и Иванс, только озвучил своего героя).
В «Нет пути домой» Питер Паркер Эндрю Гарфилда рассказывает своим вариантам, что так и не сумел простить себе смерть Гвен Стейси. Впоследствии герой Гарфилда спасает Мишель Джонс-Уотсон от аналогичной участи в кульминационной сцене ленты.